# Darius Adams
Darius Adams (Decatur, Illinois, 17 de abril de 1989) es un jugador de baloncesto estadounidense. Con 1,88 metros de estatura, juega en la posición de base en las filas del Fujian Sturgeons de la Chinese Basketball Association.

## Trayectoria deportiva
'Adams se formó en la Universidad de Indianapolis y después militó en Venezuela y en la liga ucraniana antes de formar parte del Eisbären Bremerhaven donde logró erigirse como mejor jugador ofensivo del año 2014 en la liga BBL alemana.
El jugador jugó en 2014 en las filas del SLUC Nancy de la liga francesa, equipo en el que promedió 18,2 puntos, 3,7 asistencias y 3,5 rebotes por partido.
El 24 de diciembre de 2014, fichó por el Laboral Kutxa Baskonia de la Liga Endesa.
El 29 de julio de 2016, Adams firmó por el equipo chino del Xinjiang Flying Tigers de la Asociación China de Baloncesto. Adams logró guiar a los Xinjiang Flying Tigers a su primer campeonato de las Finales de la CBA al vencer al Guangdong Southern Tigers por 4-0.
En la temporada 2019-20, en su segunda temporada con Xinjiang Flying Tigers, disputó un total 41 partidos con un promedio de 42,6 minutos, en los que promedió 38,7 puntos, 6,8 rebotes, 8,5 asistencias y 2,6 robos para liderar la CBA en anotaciones por partido en la temporada regular.
En las siguientes dos temporadas, Adams formó parte de la plantilla de los Qingdao Eagles de la Asociación China de Baloncesto.
El 4 de enero de 2022, Adams fue adquirido por el Birmingham Squadron de la NBA G League, con los que promedió 15,6 puntos, 4,4 rebotes, 4,1 asistencias y 1,5 robos por partido.
El 12 de marzo de 2022, firma por el Fort Wayne Mad Ants de la NBA G League.
El 20 de diciembre de 2022, firma con el Fujian Sturgeons de la Chinese Basketball Association.